# ESET
ESET은 1992년 설립된 IT 보안 서비스 기업으로, 본사는 슬로바키아 브라티슬라바에 위치해 있다. ESET은 2008년, 2009년, 2010년 가장 성공한 슬로바키아 기업으로 선정되었다.
ESET은 ESET NOD32와 같은 바이러스 검사 소프트웨어와 방화벽 제품 등을 제공하면서, 바이러스 검사 소프트웨어에서 경쟁하고 있다.

## 같이 보기
- 바이러스 검사 소프트웨어